# Кайре Палмару
Кайре Палмару (ест. Kaire Palmaru; нар. 11 серпня 1984, Пярну, Естонська РСР) — естонська футболістка, півзахисниця «Саку» (Спортінг) та жіночої збірної Естонії.

## Клубна кар'єра
Футбольну кар'єру розпочала 1998 року в «Пярну Буссіпарк». З 2002 року виступала за «Пярну». У 2016 році виступала за «Фарт». у 2017 році повернулася до «Пярну». З 2019 року захищає кольори «Саку» (Спортінг).

## Кар'єра в збірній
Рекордсменка збірної Естонії. Вона також брала участь в Універсіаді ФІСУ 2009, де зіграла чотири поєдинки. 6 червня 2016 року вона стала першою гравчинею з країн Балтії, яка зіграла свій 100-й матч за національну команду.

## Досягнення
- Мейстерліга
  -  Чемпіон (7): 2011, 2012, 2013, 2014, 2015, 2016, 2017

- Кубок Естонії
  -  Володар (4): 2012, 2014, 2015, 2016/17

- Суперкубок Естонії
  -  Володар (6): 2012, 2013, 2014, 2015, 2016, 2017